# 行政罰
行政罰（ぎょうせいばつ）とは、行政法上の義務違反に対して加えられる罰を総称する講学上の用語である。

## 概要
行政罰は、行政刑罰と行政上の秩序罰とに大別される。行政罰は、過去の行政上の義務違反に対して罰という制裁を加えるものであり、当該義務の履行を将来において確保しようとする行政上の強制執行とは異なる。しかし、罰せられるという危険は、行政上の義務を負う者に対して当該義務の履行を促す事実上の強制力を持つ。また、旧行政執行法廃止後、行政上の強制執行の手法が原則として行政代執行しか認められていない現在の法体系上においては、行政罰のかかる間接的な効力が期待されている側面は否定できない。
現行法体系上は、行政上の強制執行と行政罰とは、行政上の義務の履行確保の手法として双璧をなすものといえる。

### 行政刑罰
行政刑罰とは、行政罰のうち、刑法9条で定められた刑罰（懲役、禁錮、罰金、拘留及び科料）を科すことをいう。行政刑罰は、刑事訴訟法の定めるところにより、検察官の起訴を受けた裁判所の判決により科される。
地方自治体は、条例中に、条例に違反した者に対し、法令で特別の定めがある場合を除いて、2年以下の懲役若しくは禁錮、100万円以下の罰金、拘留、科料若しくは没収の刑を科する規定を設けることができる（地方自治法14条）。

### 行政上の秩序罰
行政上の秩序罰とは、加えられる罰が刑法の刑名が無い過料であるものをいう。
- 過料の根拠規定が国の法令である場合は非訟事件手続法第119条から第122条までの規定の定めるところにより裁判所が決定する。
- 自治体の条例・規則である場合には地方自治法第149条第3号及び第255条の3の規定に定めるところにより当該自治体の長の行政処分で科される。最近では、千代田区の「歩き煙草禁止条例」で有名になった。

## 課題

### 理論的課題
大日本帝国憲法下において初めて定められた行政罰に関する法律である「命令ノ条項違犯ニ関スル罰則ノ件」（明治23年法律第84号）を制定した当時から、推進派の伊東巳代治と罪刑法定主義の観点から同法の違憲を唱えた井上毅の間で激論が交わされた。以後も刑法との関係などの点から問題点を指摘する声は多い。
現行の刑法第1編（総則）の規定は、刑法第8条の規定により、特段の規定がない限り他法令の罪についても適用される。かつては、行政刑罰に対する刑法総則の適用の有無が大きな争点であった。
戦前戦後の行政法学の通説をなした美濃部達吉・田中二郎の学説においては、行政罰を構成する行為である行政上の義務違反は当然には刑事罰における殺人等の行為のような反社会性を有するものではないことから、刑法第8条の「特別な規定」とは明文の規定のみならず条理上認められるべき特殊性をも含むものとしていた（田中二郎『新版行政法総論全訂第2版上巻』189頁及び190）。しかし、現在は、行政罰と刑事罰との関係は相対的なものであることから（例えば脱税に対する評価の変遷）、罪刑法定主義の原則を重視すべきであるとの説が通説である。

### 実務的課題
行政罰に関する実務上の課題は、実効性の確保という観点から、三つあげられる。
第一に、威嚇効果が低いことにより、義務付けの実効性が低下するということがある。
法定刑をどのように定めるかは立法政策に委ねられるものである。立法過程においては、その罰せられる行為が公共の秩序にどの程度の影響を与えるかとの評価と、刑の軽重との比較考量によって法定刑が定められるが、影響が軽微であると評価される行為についてはその罰則も当然に軽いものとなる。とりわけ行政刑罰は前述のとおり、行政上の義務違反に対する処罰（あるいは義務履行確保）のために設けられるものであることから、法定される刑の水準は比較的軽いものとなる傾向がある。
金銭上の負担を科す罰金や科料については、その抑止力は限定的なものといわざるを得ず、この点については行政上の秩序罰たる過料についても同様である。
特に地方自治体の条例で定めることができる行政罰は、2年以下の懲役若しくは禁錮、100万円以下の罰金、拘留、科料若しくは没収の刑又は5万円以下の過料とされており（地方自治法第14条第3項）、条例による義務付けの実効性担保として十分であるか議論の余地はあろう。
さらに、手続の軽さも心理的な抑制の効果を弱めている。すなわち、秩序罰たる過料は単なる行政処分であり、また行政刑罰の多くを占める罰金の多くは略式手続で終わり、法廷で裁判を受けるのは全体からするとわずかである。
第二に、執行体制上の制約がある。
行政においては人的・時間的・予算的な制約があることから、行政罰が法律上定められていたとしても、義務違反行為すべてについて取締りを行うことは現実的には不可能であり、実務上は、選択的に執行せざるをえない。
さらに、行政刑罰については刑事訴訟となることから警察・検察との連携が必要となるが、行政部門は必ずしも取締りを主たる目的としているとは限らないので、検察当局との連携強化をいかに図るかが課題といえる。
第三に、刑事司法の抑制性がある。
行政刑罰は前述のとおり、最終的には司法の手により科されるものであり、刑事司法においてはいわゆる「疑わしきは罰せず」という無罪推定の原則が適用される。このため、刑罰を求めるにあたってはその立証責任が厳しく問われることになるが、このことが罰則の適用を抑制的なものにする結果となっている。
すなわち、罰則の適用に慎重であるがゆえに多くの義務違反が放置される状況を招き、これが間接的にしろ行政刑罰の抑止力を弱めているともいえるのである。